# Phacelurus huillensis
Phacelurus huillensis är en gräsart som först beskrevs av Alfred Barton Rendle, och fick sitt nu gällande namn av Clayton. Phacelurus huillensis ingår i släktet Phacelurus och familjen gräs. Inga underarter finns listade i Catalogue of Life.